# YES-YES-YES
「YES-YES-YES / メインストリートをつっ走れ」（イエス・イエス・イエス メインストリートをつっぱしれ）は、1982年6月10日に発売されたオフコース通算24枚目のシングル。

## 解説
「YES-YES-YES」は、アルバム『I LOVE YOU』に収録されるが当初はシングルとしてのリリース予定はなかったものの、メンバーの意向で急遽シングルでのリリースが決まった。アルバムのミックスダウンはビル・シュネーが来日して東京のスタジオで行う予定だったが、リリースに間に合わせるため、シングルリリースにあわせ、メンバー自らミックスダウンを行った。発売当時の音楽雑誌によれば2週間で、録音から発売にこぎ着けたらしい、驚異的な速さで完成された楽曲。結果としてアルバム収録のものとは別ミックスでエンディングも10秒ほど長い。さらに、その後リリースされた多くの編集盤に収録されているシングル・ヴァージョンは、これより更に15秒程度フェイド・アウトが長くなっている。このため、オリジナル・シングル・ヴァージョンはCDに収録されていない場合が多い。この曲は小田和正が2016年リリースのオールタイム・ベスト『あの日 あの時』でセルフ・カヴァーした。
同年6月30日の日本武道館コンサート最終日、コンサート終了のアナウンスのバックで「ひととして」に続いてこの曲が流れ、スタッフによるステージの後片付けが始まったところ、流れていたテープの音が聞き取れないほどの観客の大合唱となった。その音源をミックスしたテイクはアルバム『NEXT SOUND TRACK』に収録された。

## パッケージ、アートワーク
ジャケットに使われているメンバーの写真は、レコーディング中のフリーダムスタジオ二階の階段の踊り場に簡単なセットが組まれ、田村仁によって撮影された。

## 収録曲

### Side-A
1. YES-YES-YES  –  (4'02")
  - 作詞 · 作曲：小田和正、編曲：オフコース
  - © 1982 Pacific Music Publishing Co., Ltd. FAIRWAY MUSIC Co., LTD.

### Side-B
1. メインストリートをつっ走れ  –  (4'18")
  - 作詞：鈴木康博 · 大間仁世 · 安部光俊、作曲：鈴木康博、編曲：オフコース
  - © 1981 Pacific Music Publishing Co., Ltd. FAIRWAY MUSIC Co., LTD.

## クレジット
- プロデュース：オフコース

## リリース日一覧
| 地域 | タイトル                                 | リリース日    | レーベル                        | 規格               | カタログ番号 | 備考 |
| ---- | ---------------------------------------- | ------------- | ------------------------------- | ------------------ | ------------ | --- |
| 日本 | YES-YES-YES / メインストリートをつっ走れ | 1982年6月10日 | EXPRESS ⁄ TOSHIBA EMI           | 7"シングルレコード | ETP-17362    | 「YES-YES-YES」はシングル・ヴァージョン、「メインストリートをつっ走れ」はアルバム『over』からのリカット。 |
| 日本 | YES-YES-YES / メインストリートをつっ走れ | 2020年6月3日  | USM JAPAN ⁄ UNIVERSAL MUSIC LLC | CD                 | UPCX-4245    | デビュー・シングル『群衆の中で / 陽はまた昇る』からラスト・シングル『夏の別れ / 逢いたい』までを収録した全36枚組CD BOX『コンプリート・シングル・コレクションCD BOX』(UPCY-9918)の中の1タイトル。発表当時のアナログ7インチ・シングルのアートワークを再現した12cm紙ジャケット仕様CD。 |